# Brederode (voilier)
Pour les articles homonymes, voir Brederode.
Le Brederode était un navire à voile, un indiaman néerlandais de la Compagnie néerlandaise des Indes orientales qui sombra au large de l'Afrique du Sud au XVIIIe siècle.
En 1785, alors qu'il rentrait aux Provinces-Unies après des escales en Chine et en Indonésie, il fut emporté dans un naufrage après avoir heurté des récifs non loin du cap d'Algulhas, au large de l'Afrique du Sud. Sa cargaison de produits asiatiques comprenait des épices, des soieries, du thé, de l’étain, de l'or et de la porcelaine.
L'épave du Brederode repose à plus de soixante mètres de profondeur. Elle fut localisée en 1998 par le Français Charles Shapiro.